# Fiesco (Lombardei)
Fiesco ist eine italienische Gemeinde (comune) in der Lombardei mit 1196 Einwohnern (Stand 31. Dezember 2023) in der Provinz Cremona. Die Gemeinde liegt etwa 29 Kilometer nordwestlich von Cremona.